# Grethe Sønck
Grethe Ingeborg Nielsen Hald (namnändring till Sønck 1968), född 16 juli 1929 i Hjerms socken i Struers kommun, död 12 februari 2010 i Rågeleje i Gribskovs kommun, var en dansk sångerska och skådespelerska.

## Biografi
Sønck växte upp på ett mejeri på västjylländska landsbygden som drevs av hennes styvfar Hans Marius Nielsen Hald. Hennes mor, Jensine Alfine Ditlevsen, var städerska och hennes biologiske far var en italiensk sångare, Augustinus Grandez. Då Sønck var fem år gammal flyttade familjen, som också bestod av lillasystern Ruth, till Köpenhamn, där föräldrarna drev en mangelbod på Nørrebro. Hon påbörjade här sin skolgång på Rådmandsgade Skole men kom att byta skola ofta därefter. Föräldrarna skilde sig och modern gifte om sig med musikern Thorvald Søncksen. Efter konfirmationen lämnade Grethe Sønck skolan och bidrog till familjens försörjning genom arbete: bland annat som städerska, anställd på en återvinningsfabrik på Islands Brygge samt som hissförare på Magasin du Nord.
Sønck gjorde sångdebut 1946 i en amatörtävling  i Store Magleby på Amager, i vilken hon kom på första plats och vann 75 danska kronor. Året efter arbetade hon på restaurang Sommerlyst på Dyrehavsbakken, där hon tvingades ljuga om sin ålder för att få uppträda. Under de följande åren slog hon igenom som jazzsångerska i både Danmark och Sverige. Hon genomförde en tre månader lång folkparksturné i Sverige som solist och uppträdde på Nalen i Stockholm. Hon spelade in sin första singel 1952 i Foss grammofonstudio på Frederiksberg med låtarna Sig hvorfor, Hvis en gang och Hvor hele livet er solskin. Hon gifte sig samma år med fabrikören Hjalmar Necolausen och lade tillfälligt ned sin sångkarriär på begäran av maken. Äktenskapet upplöstes emellertid 1960; hon hade då redan två år tidigare återupptagit sångkarriären. Hon hade ett eget radioprogram, ”Mit liv er musik”, och det var på Danmarks Radio (DR) som hon mötte programledaren Sejr Volmer-Sørensen. De gifte sig 1968 och levde tillsammans fram till Volmer-Sørensens död 11 maj 1982.
Sønck gav sig åter ut på turné 1958 tillsammans med duon ”Nina og Frederik” och gav konserter på världsutställningen i Bryssel och i Monte Carlo för furst Rainier III av Monaco och hans hustru Grace Kelly. Året efter kom hon att få en av sina största hits med låten Klaus Jørgen, vilken kom att bli en av hennes signaturmelodier. Singeln blev en succé och såldes i över 100 000 exemplar, vilket resulterade i en guldskiva. Den gavs också ut i USA med betydlig framgång. Låten spelades även ofta i DR:s önskeprogram ”Giro 413”. Under 1960-talets första år deltog hon fyra gånger i Dansk Melodi Grand Prix; År 1960 med Trækbasun & vaskebræt, 1961 (tillsammans med Rachel Rastenni, även känd som Raquel Rastenni) med Hjemme hos os, 1963 med Verden er rn gammel bekendt samt 1964 (tillsammans med Gustav Winckler) med Ugler i mosen. Hon lyckades dock inte vinna någon av gångerna. Då DR beslutade att lägga Dansk Melodi Grand Prix på is 1968 lät Sønck, tillsammans med Raquel Rastenni, Otto Brandenburg, Gustav Winckler och Katy Bødtger, arrangera ett alternativt Melodi Grand Prix det året. Denna gång intog hon förstaplatsen med Du ser mig, når jeg kommer.
För Søncks del innebar 1960-talet inspelning av ett stort antal singlar. Samtidigt började hon etablera sig som framgångsrik revyartist; 1962 inledde hon en mångårig medverkan i Cirkusrevyenoch 1969 medverkade hon i Nykøbing Falsters revy för första gången. Från 1972 var hon en av revyns fasta artister. Maken Volmer-Sørensen blev samtidigt direktör för revyn och under namnet Revykøbing lockade revyföreställningarna åter folk. De arrangerade även revyer och lustspel på Amagerscenen från och med 1976, och år 1979 övertog makarna den då ekonomiskt hotade Cirkusrevyen. Genom flera framgångsrika sommarrevyer, i vilka Sønck medverkade, kom revyn så småningom på fötter igen. Efter makens död 1982 åtog hon sig uppgiften som revyns ledare för två säsonger. Under sin livstid medverkade hon i ett 50-tal revyer i hela Danmark.
Utöver musiken och revyerna var Sønck även en etablerad skådespelerska och medverkade i ett flertal filmer och teaterföreställningar. Hon har bland annat innehaft huvudrollerna i teaterpjäserna Sne på taget (1983), Min kone spøger (1987) och Du kan ikke tage det med dig (1988). Hon medverkade i filmer som Krummerne (1991) och Olsen-bandens sidste stik (1998) samt i det populära TV-programmet Gæt og grimasser. År 1995 utkom hennes självbiografi, Hele Danmarks Grethe.

## Utmärkelser
- Bakkens Oscar (1993)
- Riddare av Dannebrogsorden (2000)
- Thorleif-prisen (2002)

## Filmografi
- Elefanter på loftet (1960)
- Soldaterkammerater på efterårsmanøvre (1961)
- Don Olsen kommer til byen (1964)
- Dårfinkarnas paradis (1966)
- Der var engang (1966)
- Dage i min fars hus (1968)
- Olsen-banden (1968)
- Midt i en jazztid (1969)
- Revykøbing kalder (1973)
- Prins Piwi (1974)
- Familien Gyldenkål sprænger banken (1976)
- Krummerne (1991)
- Roser og persille (Tango for tre) (1993)
- Olsen-bandens sidste stik (1998)
- Krummerne – så er det jul igen (2006)